# Muti (Zulu)

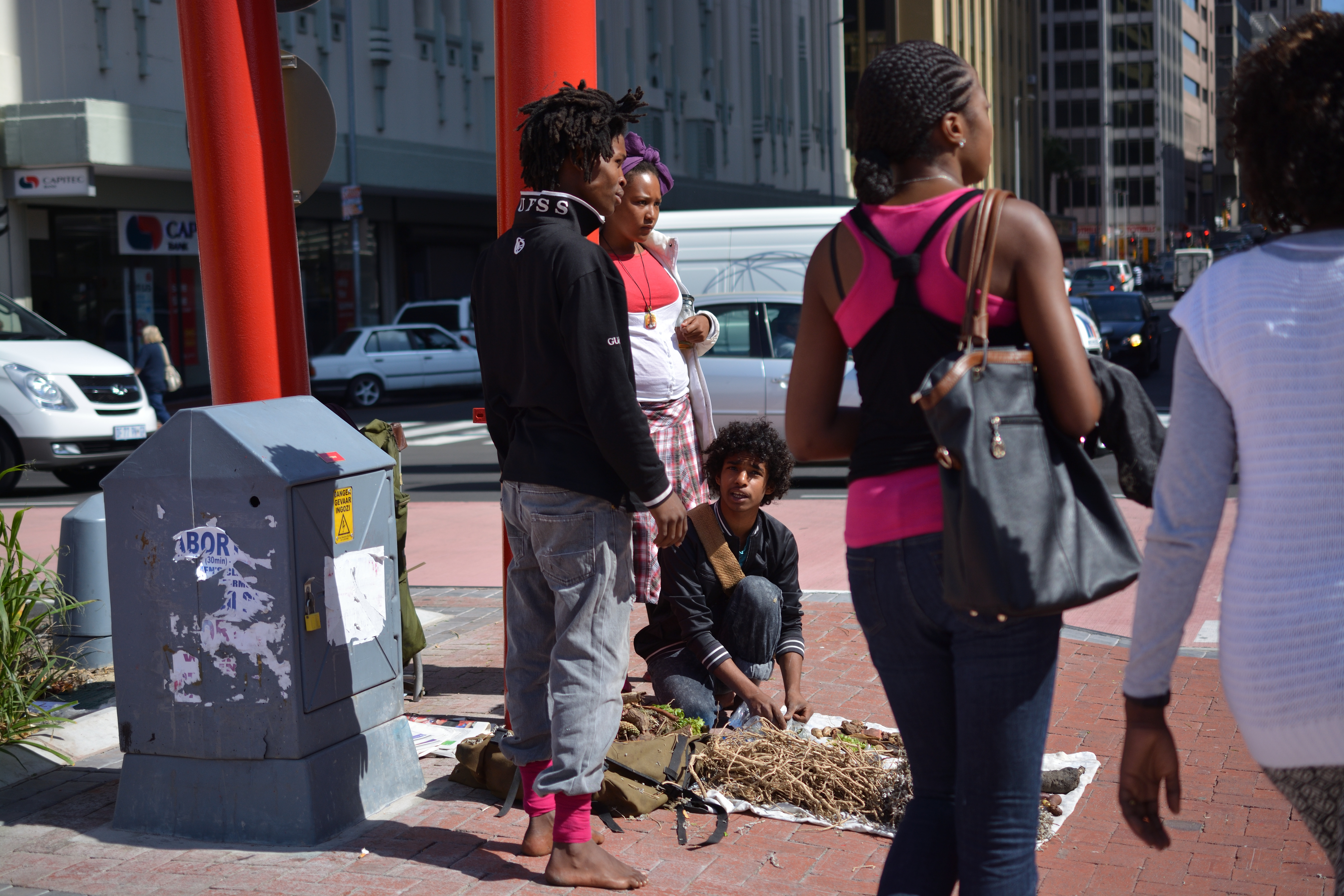
Muti-Verkäufer in Südafrika

Muti (Zulu uMuthi, „Baum, Strauch“) ist die traditionelle Pflanzenmedizin im südlichen Afrika, die von meist männlichen Pflanzenheilern, Inyanga, und von meist weiblichen Geistheilern, Sangoma (Plural tangoma), zur Krankenbehandlung angewandt wird. Inyanga verkaufen Muti auf Märkten oder in kleinen Läden.
Als Heilmittel kommen hauptsächlich alle Arten von Kräutern und Pflanzen zum Einsatz, aber auch Erde und tierische Produkte wie Ziegenfett, Knochen oder Schädel. Die Heilmittel werden unter anderem zu Pasten verrührt und dann auf der Haut verrieben oder durch Ritzen der Haut in den Blutkreislauf verbracht. 
Eines der bekanntesten Pflanzenheilmittel in Südafrika ist Ubhejane (Zulu „schwarzes Rhinozeros“), das angeblich gegen AIDS helfen soll. Nach einer Studie von 2004 hat Ubhejane, das wohl beliebteste Alternativheilmittel gegen AIDS, keinen Einfluss auf die Erkrankung und wiegt den Kranken in einer trügerischen Sicherheit. Das Mittel ist aber zumindest nicht schädlich, wirkt appetitanregend und stärkt das allgemeine Wohlbefinden.

## Muti-Morde
Als Muti-Morde werden Vorkommnisse von Menschenopfern und Verstümmelung in Zusammenhang mit Muti-Praktiken bezeichnet. Diese Ritualmorde werden ausgeübt, um Teile des Körpers, denen besondere Kräfte nachgesagt werden (u. a. Hirn, Herz, Genitalien), bei Beschwörungen, Zaubersprüchen oder Heilungen zu verwenden.